# راندال بال
راندال بال (به انگلیسی: Randall Bal) (زادهٔ ۱۴ نوامبر ۱۹۸۰) شناگر اهل ایالات متحده آمریکا است.